# 伯特·哈里斯
伯特·哈里斯（英語：Bert Harris，1916年—1982年3月6日），澳大利亚男子摔跤运动员。他曾代表澳大利亚参加1950年大英帝国运动会摔跤比赛，获得一枚金牌。他也曾参加1948年夏季奥林匹克运动会。